# Libnotes (Libnotes) neopleuralis
Libnotes (Libnotes) neopleuralis is een tweevleugelige uit de familie steltmuggen (Limoniidae). De soort komt voor in het Oriëntaals gebied.